# Porsche F1
Den tyska sportbilstillverkaren Porsche drev ett formelbilsstall under slutet av 1950-talet och början av 1960-talet.

## Historik

### Formel 2
Trots att Ferdinand Porsche konstruerat grand prix-bilar åt Auto Union redan på 1930-talet dröjde det innan företaget Porsche byggde sina första formelbilar. Porsche tävlade i formel 2 med 1,5-litersbilar från 1957, först med 550- och senare med 718-modellen. Porsche deltog även i enstaka formel 1-lopp, huvudsakligen hemmaloppet Tysklands Grand Prix. Företaget tog även fram den rena formelbilen Porsche 787 och under 1960 dominerade Porsche F2-klassen.

### Formel 1
Till säsongen 1961 reducerades motorstorleken i formel 1 till 1,5 liter. Porsche gjorde en storsatsning på F1 med förarna Joakim Bonnier och Dan Gurney. Trots att 718-modellen nu var föråldrad kom stallet på tredje plats i konstruktörsmästerskapet.
1962 tog Porsche fram 804-modellen. Gurney tog stallets enda seger i Frankrike 1962. I slutet av säsongen drog sig stallet ur F1-cirkusen och koncentrerade resurserna på sportvagnsracing, där Porsche var mycket framgångsrika under sjuttio- och åttiotalet.

### Pole position

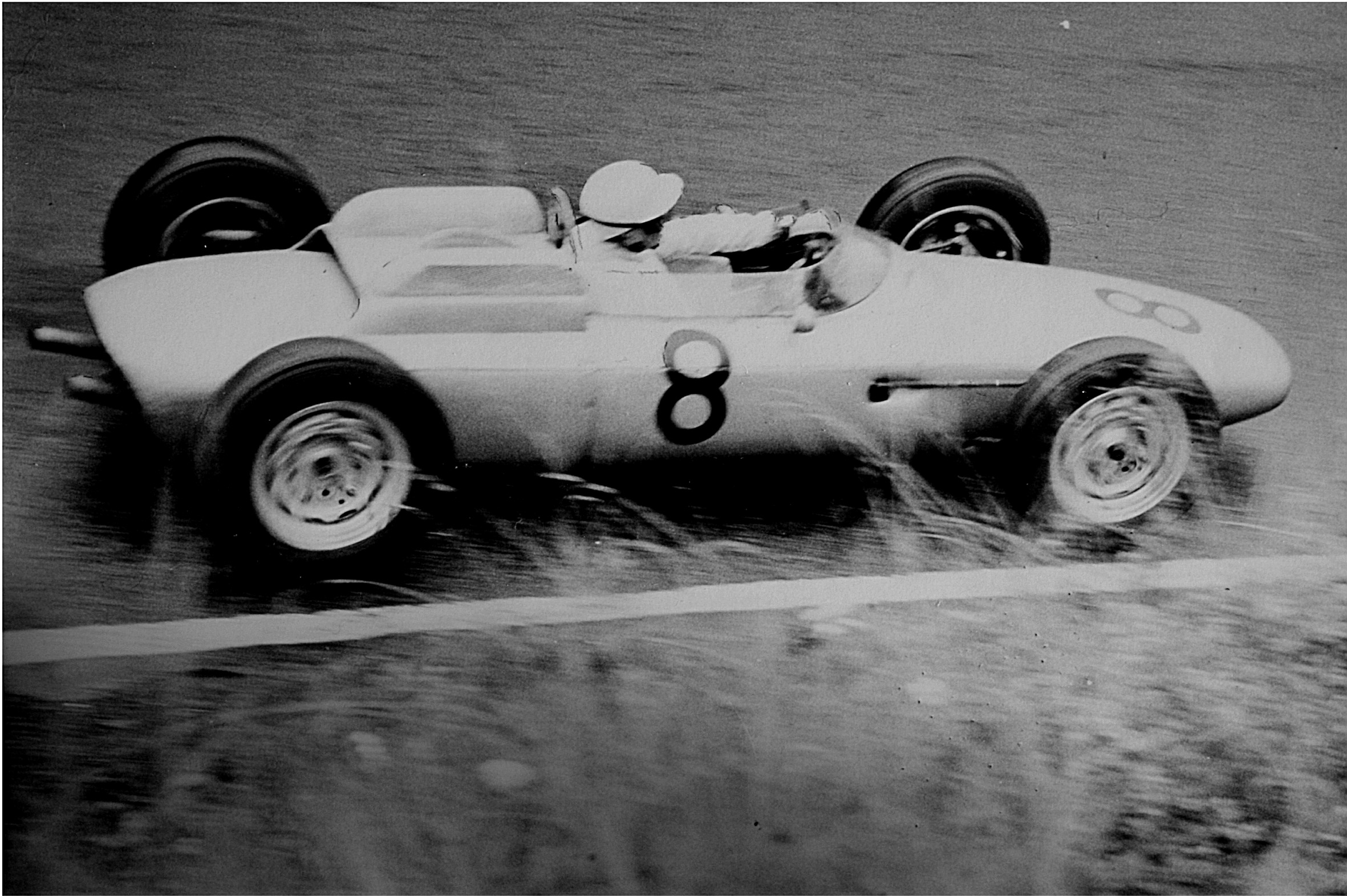
Joakim Bonnier i en Porsche 804 i.

## F1-säsonger
| Säsong | Tävlingsnamn               | Bil                           | Motor                         | Däck | Poäng | VM-plac. | Förare 1           | Övriga förare            |
| ------ | -------------------------- | ----------------------------- | ----------------------------- | ---- | ----- | -------- | ------------------ | ------------------------ |
| 1957   | Dr Ing F. Porsche KG       | Porsche 550 RS                | Porsche 1.5 B4                | ?    | 0     | -        | Edgar Barth        | Umberto Maglioli         |
| 1958   | Dr Ing F. Porsche KG       | Porsche 718 RSK               | Porsche 1.5 B4                | ?    | 0     | -        | Edgar Barth        |                          |
| 1959   | Dr Ing F. Porsche KG       | Porsche 718 Behra-Porsche RSK | Porsche 1.5 B4                | ?    | 0     | -        | Wolfgang von Trips | Maria-Teresa de Filippis |
| 1960   | Dr Ing F. Porsche KG       | Porsche 718                   | Porsche 1.5 B4                | ?    | 1     | -        | Edgar Barth        | Hans Herrmann            |
| 1961   | Porsche System Engineering | Porsche 718 Porsche 787       | Porsche 1.5 B4                | D    | 22    | 3:a      | Joakim Bonnier     | Dan Gurney               |
| 1962   | Porsche System Engineering | Porsche 718 Porsche 804       | Porsche 1.5 B4 Porsche 1.5 B8 | D    | 18    | 5:a      | Joakim Bonnier     | Dan Gurney Phil Hill     |

| 1. Frankrike 1962 | 1. Tyskland 1962 |  |

## Andra stall
| Stall                             | Säsong | Konstruktör | Antal lopp |
| --------------------------------- | ------ | ----------- | ---------- |
| Ecurie Maarsbergen                | 1957   | Porsche     | 1          |
| Ecurie Maarsbergen                | 1958   | Porsche     | 2          |
| Ecurie Maarsbergen                | 1959   | Porsche     | 1          |
| Ecurie Maarsbergen                | 1961   | Porsche     | 6          |
| Ecurie Maarsbergen                | 1962   | Porsche     | 9          |
| Ecurie Maarsbergen                | 1963   | Porsche     | 8          |
| Ecurie Maarsbergen                | 1964   | Porsche     | 2          |
| Jean Behra                        | 1959   | Porsche     | 1          |
| Blanchard Automobile Co           | 1959   | Porsche     | 1          |
| Ecurie Filipinetti                | 1962   | Porsche     | 1          |
| Scuderia SSS Republica di Venezia | 1962   | Porsche     | 1          |